# Andrei Florean
Andrei Alexandru Florean (sinh ngày 3 tháng 4 năm 1992) là một cầu thủ bóng đá người România thi đấu ở vị trí tiền vệ phải cho CSM Roman.

## Sự nghiệp câu lạc bộ
Florean có màn ra mắt tại Liga I playing for Săgeata Năvodari vào ngày 20 tháng 7 năm 2013 trong trận đấu trước Gaz Metan Mediaș.

## Sự nghiệp quốc tế
Vào ngày 29 tháng 2 năm 2012, anh ra mắt cho U-21 România trong trận giao hữu với Cộng hòa Séc.